# Теннисный матч Дон Бадж — Готфрид фон Крамм (Кубок Дэвиса, 1937)
Теннисный матч между Доном Баджем и Готфридом фон Краммом 20 июля 1937 года в межзональном финале Кубка Дэвиса был решающим во встрече между сборной США и сборной Германии. При счёте 2:2 по играм он определял, какая из этих команд выйдет в раунд вызова, где встретится с действующими обладателями Международного теннисного кубка вызова (больше известного как Кубок Дэвиса) — сборной Великобритании.
После ухода лидера британской команды, Фреда Перри, в профессиональный теннис она расценивалась как аутсайдер финального матча вне зависимости от того, попадут в него американцы или немцы, и, таким образом, матч между этими двумя сборными рассматривался как досрочный финал турнира. Для обеих команд победа в нём стала вопросом национального престижа: сборная Германии ещё никогда не выигрывала Кубок Дэвиса и даже не выходила в финал, а американцы в последний раз были обладателями трофея в 1927 году. В решающей игре матча встретились лидеры сборных — Дон Бадж и Готфрид фон Крамм, финалисты недавнего Уимблдонского турнира, повсеместно рассматривавшиеся как соответственно первая и вторая ракетки мира среди любителей. Хотя Бадж, а вместе с ним и сборная США, считались явными фаворитами после убедительной победы американца на Уимблдоне, борьба в пятом матче оказалась крайне упорной. Фон Крамм вёл 2:0 по сетам, а когда Бадж сравнял счёт, вышел вперёд 4:1 по геймам в пятом, решающем, сете, но не сумел удержать преимущества и проиграл 6:8. Этот матч многие специалисты называли величайшим или одним из величайших в истории тенниса.

## Предшествующие события
В 1930-е годы Кубок Дэвиса (в то время официально называвшийся Международным кубком вызова, англ. International Lawn Tennis Challenge) был одним из важнейших, если не самым важным соревнованием в международном теннисном календаре — победа в нём была более престижной, чем в Уимблдонском турнире или чемпионате США. Американцы, по инициативе Дуайта Дэвиса учредившие главный приз этого соревнования в 1900 году, были его бессменными обладателями с 1920 по 1927 год, на пике формы Билла Тилдена, но с тех пор кубок на протяжении десятилетия доставался сначала французам, а затем британцам. Сборная Германии с момента начала участия в розыгрыше трофея ни разу не доходила до раунда вызова, разыгрывавшегося между действующим обладателем Кубка и победителем межзонального турнира претендентов. На счету немцев было пять выходов в финал турнира претендентов — в 1914 году накануне начала Первой мировой войны и четырежды с 1927 года, когда им снова было разрешено участвовать в этом турнире, но ни одной победы.
Период с 1933 по 1936 год прошёл в Кубке Дэвиса под знаком господства сборной Великобритании, в составе которой выступали лидер мирового тенниса Фред Перри и Банни Остин. Кубок Дэвиса 1936 года стал четвёртым подряд, который завоевали британцы. В раунде вызова они победили у себя дома сборную Австралии. Перри выиграл обе свои одиночные встречи (с Адрианом Квистом и Джеком Кроуфордом), а ещё одно очко в матче, закончившемся со счётом 3:2, принёс хозяевам корта Остин, победивший в первый день встречи Кроуфорда.
Ближе к концу года Перри принял решение о переходе в профессиональный теннис, что означало для него автоматический запрет на дальнейшее участие в любительских турнирах, в число которых входил и Кубок Дэвиса. Хотя Остин тоже был одним из лучших теннисистов мира (закончив 1936 год на четвёртом месте в списке десяти сильнейших игроков, составляемом газетой Daily Telegraph), шансы британцев отстоять Кубок Дэвиса в отсутствие Перри в 1937 году оценивались как призрачные, кто бы ни стал победителем турнира претендентов.

## Путь команд в межзональный финал
Для попадания в межзональный финал требовалось выиграть турнир в одной из двух региональных отборочных зон — Американской и Европейской. В первой в 1937 году играли также прошлогодние финалисты — австралийцы. Несмотря на это, Американскую зону уверенно выиграла сборная США во главе с Доном Баджем, разгромившая австралийскую команду с сухим счётом. Бадж и Брайан (Битси) Грант выиграли обе свои одиночные встречи каждый, отдав соперникам один сет на двоих, а Бадж победил также в паре с Джином Мако. Участник межзонального турнира от Америки определился уже к началу июня.
Путь в межзональный финал из Европейской зоны был более долгим. В европейский финал пробились сборная Германии, победившая итальянцев в Милане и бельгийцев в Берлине, и команда Чехословакии. Между полуфинальными и финальным матчами Европейской зоны в международном теннисном календаре стоял Уимблдонский турнир. В его финале встретились лидеры американской и германской сборных — Дон Бадж и Готфрид фон Крамм, и американец одержал убедительную победу в трёх сетах. В полуфинале турнира мужских пар также встретились Бадж и фон Крамм — в паре соответственно с Мако и Хеннером Хенкелем. Немцы выиграли первые два сета этой встречи, но американской паре удалось отыграться благодаря усилиям Мако и победить сначала в этом матче, а потом и в финале.
Поскольку межзональный финал должен был играться вскоре после этого также на уимблдонских кортах, американская сборная в полном составе осталась в Лондоне, тогда как немцам пришлось вернуться на континент и провести финал европейского отбора против чехословаков. Фон Крамм и Хенкель выиграли его досрочно и покинули Прагу ещё до того, как завершилась пятая, ничего не решавшая встреча матча, чтобы успеть на поезд в Нидерланды, откуда они отплыли паромом в Англию.

## Ход межзонального финала до решающего матча
Ценители тенниса возлагали на межзональный финал между двумя потенциально сильнейшими командами мира большие надежды. Впервые в истории Всеанглийский клуб лаун-тенниса и крокета принял решение о его проведении не на корте № 1 (рассчитанном на пять тысяч зрительских мест), а на Центральном корте, обычно зарезервированном только для раунда вызова, в котором разыгрывался кубок.
Перед началом межзонального финала ожидалось, что американцы выиграют его без особого труда. Незадолго до этого Бадж разгромил фон Крамма в финале Уимблдона, а против второй ракетки Германии — Хенкеля — он тем более не должен был испытывать никаких проблем. Третье очко, как ожидалось, должны были принести в парной встрече Бадж и Мако, а если не они, то второй номер сборной Фрэнк Паркер, на прошедшем Уимблдоне уже обыгрывавший Хенкеля. Британская публика, собиравшаяся на игры, болела при этом в основном за немцев, именно потому, что те считались менее сильной командой. Если бы сборная Германии совершила чудо и победила американцев, шансы обладателей Кубка Дэвиса в раунде вызова были бы выше.
Накануне матча капитан американской сборной Уолтер Пейт должен был выбрать, кто присоединится к Баджу и Мако на корте. Паркер и Битси Грант выглядели одинаково достойно, и на последней тренировке в личной встрече ни один не смог переиграть другого — каждый брал свою подачу, и игра затянулась до конца тренировки. Журналисты ожидали, что в окончательный состав будет включён Паркер, лучше выступивший на Уимблдоне, но Пейт в итоге сделал выбор в пользу Гранта. Высказывалось предположение, что выбор был сделан не капитаном, а руководством USLTA, причём не из спортивных, а из политических соображений — Грант был уроженцем юга страны, и это был реверанс в сторону представителей Юга в руководстве ассоциации.
На первый день финала были назначены одиночные встречи Грант — фон Крамм и Бадж — Хенкель. В обеих играх имелся очевидный фаворит, и ожидалось, что они окончатся быстро. Погода была пасмурной, обещая дождь, и трибуны Центрального корта не заполнились до отказа, хотя на них всё же собрались от 10 до 12 тысяч зрителей. В первой игре маленький упорный Грант использовал весь свой арсенал свечей, укороченных и кручёных мячей, но разница в классе была слишком велика. Первый сет фон Крамм выиграл за 15 минут со счётом 6:3, и два следующих развивались по тому же сценарию. Окончательный счёт игры был 6:3, 6:4, 6:2 в пользу немца. Во второй игре дня Баджу — лучшему игроку мира, судя по недавно прошедшему Уимблдону, — противостоял победитель чемпионата Франции, третья ракетка мировой иерархии и обладатель самой сильной подачи в мире. Тем не менее сила первой и второй подачи Хенкеля разительно отличались, а на приёме Бадж играл значительно лучше. Если первая встреча продолжалась час и 10 минут, то вторая закончилась за 50 минут (счёт 6:2, 6:1, 6:3).
Во второй день трёхдневного матча, как и обычно, проводилась встреча пар. Поскольку воскресенье на уимблдонских кортах традиционно было днём отдыха, эта игра была перенесена на понедельник. Номинально Бадж и Мако — действующие чемпионы Уимблдона, на пути к титулу обыгравшие фон Крамма и Хенкеля, — были фаворитами. Однако в этот день Бадж вышел на корт с болями в правом плече — видимо, сказалась нагрузка последних недель. Это создавало непредвиденную проблему для американской пары: Мако, за год до этого едва не закончивший карьеру из-за разрыва мышц плеча и груди, с тех пор вынужденно берёг руку и подавал очень слабо, а теперь они оказались лишены и пушечной подачи Баджа. Немцы выиграли первый сет 6:4 и вели во втором со счётом 5:3, но затем подача разладилась уже у Хенкеля, сделавшего несколько ошибок. Когда счёт сравнялся, пришла очередь фон Крамма подавать, но тот тоже проводил не лучший свой матч, что стало особенно заметно в этом гейме. Фон Крамм сначала зацепил партнёра ракеткой по голове, отбивая верхний мяч, а затем сделал двойную ошибку на подаче. Американцы вышли вперёд и довели сет до победы. В третьем сете немцы при счёте 5:4 не реализовали два сетбола на подаче Мако, а затем американцы снова выиграли подачу фон Крамма. В четвёртом сете казалось, что немецкая пара вновь нашла свою игру: после счёта 1:1 фон Крамм и Хенкель выиграли 12 подач подряд, взяв два гейма на своей подаче и один на американской. В этот момент, однако, у Баджа наконец наладился удар. Американцы в свою очередь взяли 12 очков подряд и, несмотря на сопротивление соперников, выиграли один за другим пять геймов, закончив сет со счётом 6:4, а вместе с ним и матч.
В третий, заключительный день матча — вторник 20 июля 1937 года — стояла ясная сухая погода. Трибуны Центрального корта, где к двум часам дня — началу четвёртой игры — ещё оставались пустые места, позже были заполнены до отказа, включая 1200 стоячих мест. От трёх до пяти тысяч болельщиков, не успевших купить билет, следили за ходом игр по электрическому табло, установленному за пределами корта. На матче присутствовали королева Мария и рейхсспортфюрер нацистской Германии Ганс фон Чаммер унд Остен, а также ряд знаменитостей, включая голливудских приятелей Баджа — актёра Пола Лукаса, конферансье Джека Бенни и газетного колумниста Эда Салливана. По другую сторону Атлантического океана множество американцев следило за трансляцией игры по радио прямо на работе, а тысячи болельщиков остались дома, чтобы слушать репортаж без помех. В первой игре дня встречались Грант и Хенкель. Силовой игре немца были противопоставлены упорство и тактическое разнообразие игры его соперника. Проигрывая 5:1 в первом сете, Грант сумел сравнять счёт, но Хенкель довёл сет до победы с результатом 7:5. Второй сет остался за американцем — 6:2, но затем Хенкель начал активнее выходить к сетке и выиграл два следующих сета 6:3, 6:4, таким образом сравняв счёт во всём матче.

## Решающая игра

### Перед началом игры
Судьбу межзонального финала должна была теперь решить встреча между недавними финалистами Уимблдона — Баджем и фон Краммом. Эти два игрока уже неоднократно встречались между собой — последний раз в финале Уимблдонского турнира 1937 года, а до этого в 1935 году в полуфинале того же турнира и, как и два года спустя, в межзональном финале Кубка Дэвиса. Фон Крамм выиграл их первую встречу на пути в первый из трёх подряд уимблдонских финалов, но проиграл вторую — ничего не решавшую пятую игру матча, к этому времени уже проигранного. При этом отношения между ними были дружескими; позже именно Бадж организовал сбор подписей ведущих спортсменов под письмом в защиту фон Крамма, отправленного в тюрьму нацистами.
Перед решающей игрой в пользу фон Крамма было то обстоятельство, что Бадж, накануне страдавший от болей в плече, ещё, вероятно, не совсем пришёл в себя. С другой стороны, состояние корта благоприятствовало американцу: это лето выдалось на редкость сухим, и трава Центрального корта, вытоптанная за две недели Уимблдонского турнира, ещё не полностью восстановилась. В результате и без того быстрый уимблдонский газон был ещё быстрее обычного — мяч чуть дольше скользил после касания по сухой траве. Такое положение вещей подходило Баджу с его мощной подачей больше, чем его сопернику, чья игра была поставлена на медленных грунтовых кортах берлинского клуба «Рот-Вайс» и чьи главные успехи в турнирах Большого шлема приходились на чемпионат Франции, игравшийся на грунте.
Для обоих соперников результат игры был крайне важен: от него зависел спортивный престиж их стран. Символична для понимания важности игры история, пересказываемая в разных источниках со слов Баджа. Согласно ей, перед началом игры, когда распорядитель Всеанглийского клуба Тед Тинлинг готовился вывести игроков на корт, где их появления ждали королева Мария и ещё 14 тысяч зрителей, фон Крамма внезапно попросили к находящемуся в раздевалке телефону — ему звонили из-за границы. Недоумевающий немец взял трубку, и Бадж услышал сказанные учтивым, но лишённым всяких эмоций тоном слова «Ja, mein Führer». Фон Крамм повторил эту фразу несколько раз. Когда разговор был окончен, он сказал Баджу и Тинлингу: «Это был Гитлер. Он хотел пожелать мне удачи». Сам барон впоследствии отвергал этот рассказ, называя его «сказкой», но он хорошо показывает, какое значение матчу придавал Бадж.

### Первый и второй сеты
Соперники появились на корте примерно в 16:50. Был брошен жребий, определявший, кто из игроков будет выбирать право подачи, а кто сторону корта в первом гейме. Фон Крамм выиграл и решил подавать первым; в свою очередь Бадж предпочёл начать матч на северной половине корта. Первый мяч в игре немец подал в 16:57.
Взяв гейм на своей подаче всухую, фон Крамм на некоторое время задал ход всего сета. До счёта 2:2 каждый из соперников уверенно брал свою подачу, и преимущества первой ракетки мира не ощущалось. Чешский игрок Родерих Менцель писал, что фон Крамм в этот день был «собран, как йог» и задавал тон и темп матча, не уступая американцу ни в скорости, ни в точности, ни в силе ударов. В пятом гейме Бадж впервые имел реальную возможность повернуть ход игры в свою пользу, отыгравшись на подаче соперника со счёта 40-0 и получив один за другим два брейк-пойнта. Однако теперь уже барону удалось сначала отыграться, а затем и довести гейм до победы, настолько подкрутив вторую подачу, что его противник даже не дотянулся до мяча. При счёте 4:4 Бадж всё-таки сумел взять гейм на подаче фон Крамма (этот гейм, включавший 16 розыгрышей мяча, в итоге стал вторым по продолжительности за весь матч), но тот тут же отыгрался за счёт двух ошибок американца и двух собственных безукоризненных приёмов. Несмотря на то, что Бадж сумел все четыре раза выполнить в этом гейме первую подачу, он не взял в нём ни одного очка.
В следующий раз не выдержали нервы снова у американца: при счёте 7:6 в пользу фон Крамма Бадж дважды не совладал с первой подачей. Счёт в гейме стал 30-30. После этого немец в двух розыгрышах подряд целенаправленно посылал мячи сопернику под левую руку. Если в превосходной игре американца было слабое место, то это была именно игра открытой ракеткой, и в этом гейме она подвела его дважды подряд. Первый сет остался за фон Краммом со счётом 8:6. Публика на мгновение ошеломлённо затихла, а потом взорвалась аплодисментами.
Во втором сете фон Крамм играл ещё лучше, при малейшей возможности выходя к сетке, постоянно атакуя. Игроки поочерёдно брали геймы на своей подаче, но немецкий спортсмен делал это более уверенно, чем первая ракетка мира. Сам Бадж позже вспоминал, что соперник в этом сете заставлял его постоянно бегать и снова и снова использовал его неудачную игру открытой ракеткой. Однако Маршалл Джон Фишер, автор книги, посвящённой этому матчу, пишет, что фон Крамм был в этот момент настолько уверен в себе, что не боялся использовать рискованную тактику, которую популяризовал ранее Билл Тилден — настойчиво опровергать лучшие удары в арсенале соперника, пока тот не потеряет уверенность. Во втором сете, по словам Фишера, фон Крамм посылал больше мячей не под правую, а под левую руку Баджу, который тщетно пытался атаковать своим знаменитым бэкхендом. Немец парировал или свечами на заднюю линию, или обводящими ударами вдоль бокового коридора, а иной раз даже выходил к сетке, чтобы погасить мощнейший удар Баджа, который то и дело сам не удерживался от восхищённых возгласов. При счёте 6:5 в пользу фон Крамма американец вёл 40-0 на своей подаче, но его соперник сумел отыграться, используя более слабую вторую подачу Баджа. Преимущество в гейме несколько раз переходило от одного игрока к другому, но в итоге на очередном розыгрыше второй подачи Баджа барон у сетки пробил с лёта, не оставив сопернику шансов. Голос судьи на вышке, объявлявшего счёт 2:0 по сетам в пользу фон Крамма и сборной Германии, утонул в восхищённых криках зрителей. На другом берегу Атлантического океана ажиотаж был столь же силён: ведший радиорепортаж для NBC журналист Эл Лейни, уже получивший дополнительное эфирное время от редакции после первого сета, теперь получил новое сообщение: ему давали возможность вести трансляцию до конца игры, все запланированные на это время передачи были отменены.

### Третий и четвёртый сеты
Обменявшись в перерыве несколькими словами с капитаном сборной Уолтером Пейтом, Бадж вышел на третий сет собранным и агрессивным, с первых же мячей начав активно выходить к сетке. Это принесло свои плоды — американец сумел остановить наступательный порыв фон Крамма и взять первый же гейм на его подаче. Немец с трудом спас и следующую свою подачу, но после этого блестяще сыграл уже́ на подаче Баджа, взяв её всухую, и сравнял счёт в сете — 2:2. Это усилие, однако, по-видимому, истощило победителя гейма больше, чем побеждённого. Бадж немедленно снова вышел вперёд, в свою очередь всухую выиграв подачу соперника, а затем — также всухую — свою собственную (Фишер назвал этот гейм самым сильным с начала игры на подаче Баджа). Дальше игроки без особых трудностей брали каждый свою подачу, и сет закончился со счётом 6:4 в пользу американца. Фон Крамм и до этого часто отдавал соперникам третий сет, когда вёл 2:0, но в данном случае ему противостоял чемпион Уимблдона, и этот спад в игре мог обойтись немецкому теннисисту дорого.
По правилам, действовавшим в то время во всех теннисных турнирах помимо Уимблдонского, игрокам полагался десятиминутный перерыв после третьего сета. За эти десять минут Бадж успел принять душ и переодеться в чистую форму, вернувшись на корт освежённым и готовым к продолжению упорной борьбы. Фон Крамм, однако, вышел на четвёртый сет менее собранным и быстрым, чем до этого. Результат не заставил себя ждать: всего через пять минут после начала сета американец уже вёл в нём со счётом 4:0, выиграв первый гейм на подаче фон Крамма всухую, а в следующих трёх геймах отдав противнику только пять очков. Каждое выигранное Баджем очко сопровождалось коротким всплеском аплодисментов на трибунах, после чего публика снова замолкала: такое развитие событий могло означать, что теперь матч закончится очень быстро. Все, включая фон Крамма, понимали, что у него практически нет шансов взять «на заказ» два гейма на подаче первой ракетки мира, и немец, очевидно, решил сохранить силы для пятого сета. На двух следующих подачах Баджа он практически не оказал сопротивления, а на его собственных подачах то же самое делал американец. Четвёртый сет остался за представителем США со счётом 6:2. Многим казалось, что результат матча теперь предрешён: барон, даже не пытавшийся вытаскивать трудные мячи, выглядел смирившимся с поражением. Однако это было не так. Фон Крамм славился своей способностью выигрывать пятый сет в равных матчах; однажды он сказал Баджу, что в пятом сете на него можно делать ставки в соотношении три к одному.

### Пятый сет
Первые три гейма решающего сета (два на подаче фон Крамма и один на подаче Баджа) были легко выиграны подающими. Однако второй гейм на подаче Баджа, по словам его соотечественника Алистера Кука, фон Крамм провёл, как «лучший игрок в мире», постепенно измотав соперника точной и надёжной игрой. Взяв после этого гейм на своей подаче, он повёл в сете со счётом 4:1. Если в конце четвёртого сета казалось, что Бадж на пути к лёгкой победе, то теперь уже фон Крамм представлялся фаворитом. Билл Тилден, бывший одним из тренеров немецкой команды после того, как его услуги отвергла USLTA, не удержавшись, показал Хеннеру Хенкелю соединённые в букву О указательный и большой пальцы, символизирующие, что победа в кармане. Это вызвало гневную реакцию сидящего неподалёку Эда Салливана, и на трибунах едва не завязалась драка.
Исход игры, однако, не представлялся предрешённым для самого Баджа. Во время смены сторон корта он бросил несколько ободряющих слов Уолтеру Пейту, заверив того, что совершенно не устал и намерен победить. Следующий гейм на своей подаче он выиграл всухую, демонстрируя не только мощнейшую подачу, но и элегантную, почти небрежную игру у сетки. Во время розыгрыша последнего мяча в этом гейме у фон Крамма лопнула струна на ракетке, и ему пришлось взять новую. Возможно, натяжение струн на ней слегка отличалось от старой, поскольку у немца разладилась первая подача, теперь снова и снова уходившая за пределы отведённого для неё квадрата. На второй подаче, не такой сильной, Бадж становился ближе к сетке и агрессивно атаковал сразу после того, как мяч касался травы. За весь гейм на своей подаче барону удалось взять только одно очко. Не теряя присутствия духа, фон Крамм сумел завязать равную борьбу в следующем гейме и дважды добиться брейк-пойнта, но ему не удалось их реализовать — Бадж, чью игру Алистер Кук описал как «вдохновенное безумие», вытягивал самые тяжёлые мячи, перемежая равные розыгрыши с подачами навылет, и сравнял счёт в сете. Публика, в начале игры поддерживавшая немца, постепенно склонилась на сторону чемпиона и восторженно встречала каждое выигранное им очко. Иногда аплодисменты не смолкали целую минуту, и даже судья на вышке оставил попытки добиться тишины на трибунах.
Следующие два гейма тоже были затяжными — в особенности первая подача фон Крамма после того, как счёт сравнялся. По ходу этого гейма Бадж дважды достигал брейк-пойнта, но теперь уже немец сумел отыграться, дважды подав навылет в конце гейма; в следующем гейме, на подаче американца, в какой-то момент счёт тоже был «ровно». При счёте 5:5 в сете, наоборот, последовали два гейма, выигранных подающими всухую. Сет, в котором фон Крамм поначалу вёл 4:1, теперь угрожал затянуться надолго, но именно в этот момент американец заиграл ещё агрессивнее. Три раза подряд на подаче соперника он заставил того ошибиться, а когда фон Крамм наконец сумел выйти к сетке, изящно обвёл его по линии. При счёте 7:6 Бадж получил возможность выиграть матч на своей подаче. Этот гейм оказался рекордно долгим. Бадж первым получил шанс закончить его и с ним весь матч, но после долгого обмена ударами с задней линии фон Крамму удалось спасти матчбол. Вслед за этим он дважды подряд получал брейк-пойнт, снова не реализовав ни один из них — первый Бадж отыграл подачей навылет, а во втором немец ошибся в удобной позиции — его мяч зацепил кромку сетки и не перевалил на половину корта американца. Затем уже фон Крамм отыграл три подряд матчбола Баджа, причём в двух последних случаях того в свою очередь подвёл его лучший удар — бэкхенд, после которого мяч уходил за пределы корта. Пятый матчбол американец получил на 17-м розыгрыше мяча в гейме после ошибки соперника. На его следующей подаче снова завязался обмен дальними ударами, не позволявший ни одному из соперников выйти к сетке. Наконец, удар Баджа оказался чуть короче предыдущих, и фон Крамм немедленно атаковал, послав мяч сопернику под правую руку. Американец с трудом дотянулся до мяча после его удара и упал на траву, однако его приём оказался столь точным, что барон, казалось бы, перекрывавший всю левую сторону корта, в свою очередь не сумел достать мяч. На мгновение показалось, что удар идёт за пределы корта, но кручёный мяч изменил траекторию и приземлился в его границах. Это означало конец матча и победу Баджа со счётом 8:6 в пятом сете.
Игра закончилась в 19:23. Бадж, с трудом поднявшийся с земли, встретился с немцем у сетки под аплодисменты стоявших на скамейках зрителей. Американец потянулся обнять соперника, но фон Крамм остановил его, вместо этого обменявшись рукопожатием и сказав: «Дон, это был безусловно лучший матч, который я сыграл в жизни. Я очень рад, что мне довелось его сыграть с вами».

## Статистика матча США-Германия, 17—20 июля 1937 года
| США 3 | Всеанглийский клуб лаун-тенниса и крокета, Уимблдон, Великобритания 17—20 июля 1937 трава | Всеанглийский клуб лаун-тенниса и крокета, Уимблдон, Великобритания 17—20 июля 1937 трава | Германия 2 |     |     |     |     |  |
| \| \| \| \| 1 \| 2 \| 3 \| 4 \| 5 \| \| \| - \| \| ------------------------------------------------------- \| --- \| --- \| --- \| --- \| --- \| \| \| 1 \| \| Брайан Грант Готфрид фон Крамм \| 3 6 \| 4 6 \| 2 6 \| \| \| \| \| 2 \| \| Дон Бадж Хеннер Хенкель \| 6 2 \| 6 1 \| 6 3 \| \| \| \| \| 3 \| \| Дон Бадж / Джин Мако Готфрид фон Крамм / Хеннер Хенкель \| 4 6 \| 7 5 \| 8 6 \| 6 4 \| \| \| \| 4 \| \| Брайан Грант Хеннер Хенкель \| 5 7 \| 6 2 \| 3 6 \| 4 6 \| \| \| \| 5 \| \| Дон Бадж Готфрид фон Крамм \| 6 8 \| 5 7 \| 6 4 \| 6 2 \| 8 6 \| \| |                                                                                           |                                                                                           |            |     |     |     |     |  |
| |                                                                                           |                                                                                           | 1          | 2   | 3   | 4   | 5   |  |
| 1 | Соединённые Штаты Америки · Германия                                                      | Брайан Грант Готфрид фон Крамм                                                            | 3 6        | 4 6 | 2 6 |     |     |  |
| 2 | Соединённые Штаты Америки · Германия                                                      | Дон Бадж Хеннер Хенкель                                                                   | 6 2        | 6 1 | 6 3 |     |     |  |
| 3 | Соединённые Штаты Америки · Германия                                                      | Дон Бадж / Джин Мако Готфрид фон Крамм / Хеннер Хенкель                                   | 4 6        | 7 5 | 8 6 | 6 4 |     |  |
| 4 | Соединённые Штаты Америки · Германия                                                      | Брайан Грант Хеннер Хенкель                                                               | 5 7        | 6 2 | 3 6 | 4 6 |     |  |
| 5 | Соединённые Штаты Америки · Германия                                                      | Дон Бадж Готфрид фон Крамм                                                                | 6 8        | 5 7 | 6 4 | 6 2 | 8 6 |  |

## Дальнейшие события
Через неделю на уимблдонском корте сборная США, как и ожидалось, победила в раунде вызова текущих обладателей Кубка Дэвиса — британцев. Окончательный счёт в матче был 4:1. Бадж выиграл все три своих встречи — две в одиночном разряде (в том числе ничего не решавшую пятую игру против Остина) и одну в паре с Мако; ещё одно очко принёс американцам не участвовавший в межзональном финале Фрэнк Паркер. На родине победителям устроили торжественную встречу, в которой участвовали основатели Кубка — Дуайт Дэвис и Холкомб Уорд. Сборную провезли по Пятой авеню в стиле праздничных парадов — на открытом двухэтажном автобусе, осыпая конфетти и серпантином. Дон Бадж сравнивал эту встречу с празднествами в честь знаменитого лётчика Линдберга.
Немного позже, на чемпионате США 1937 года, Бадж и фон Крамм встретились в третий раз за сезон. Поединок, состоявшийся в финале, окончился очередной победой Баджа; как и в Кубке Дэвиса, игра продолжалась пять сетов, но на этот раз в заключительном сете практически идеально игравший хозяин корта не оставил своему сопернику никаких шансов, победив 6:1. По пути в одиночный финал барон испытывал некоторые проблемы, отдав по два сета Битси Гранту и Бобби Риггсу, но в обоих случаях смог вырвать победу. Некоторым утешением фон Крамму могла служить победа в финале мужских пар, где они с Хенкелем разгромили Баджа и Мако в трёх сетах. После чемпионата США первая и вторая ракетки мира встретились на американской земле ещё раз — в финале чемпионата Юго-Западного Тихоокеанского побережья в Лос-Анджелесе; Бадж снова оказался сильнее, одержав победу в четырёх сетах.
После США Готфрид фон Крамм вместе с другими американскими и немецкими теннисистами принял участие в показательном турне по Японии и Австралии, закончив его выходом в полуфинал чемпионата Австралии, где неожиданно проиграл в трёх сетах молодому местному теннисисту Джону Бромвичу. По возвращении в Германию он был арестован и осуждён по антигомосексуальному Параграфу 175. Хотя тюремное заключение было недолгим, довоенная теннисная карьера барона на этом была фактически окончена — его исключили из немецкой сборной, не допустили к участию в Уимблдонском турнире 1939 года и не выдали въездной визы в США. После войны фон Крамм снова стал лидером тенниса в Западной Германии и в 1951 году вывел её теннисную сборную в финал Европейской зоны Кубка Дэвиса, выигрывая все три своих встречи в трёх матчах подряд.
Дон Бадж, легко победивший Бромвича в финале чемпионата Австралии 1938 года, затем достиг успеха, никому до него не покорявшегося, — выиграл и остальные три турнира Большого шлема за этот год. В отсутствие фон Крамма, второй ракетки мира прошлого сезона, американец победил Родериха Менцеля в финале чемпионата Франции, Банни Остина в финале Уимблдонского турнира и своего давнего партнёра Джина Мако — в финале чемпионата США. В промежутке он со сборной США также защитил звание обладателей Кубка Дэвиса, обыграв в раунде вызова австралийцев. По окончании сезона 1938 года Бадж, выигравший подряд 92 матча и 14 турниров, перешёл в профессионалы; на следующий год в его отсутствие американцы уступили Кубок Дэвиса сборной Австралии, завоевавшей его впервые с 1919 года.

## Оценки
Готфрид фон Крамм, назвавший матч 20 июля 1937 года лучшим в своей жизни, оказался не одинок в этом мнении. Билл Тилден сразу после игры сказал Баджу, что это был лучший из когда-либо сыгранных теннисных матчей. Через много лет капитан американской сборной Уолтер Пейт заявил: «Никто из ныне живущих или покойных не смог бы в тот день обыграть кого-то из этих двоих» (Баджа и фон Крамма). Сам Бадж тоже писал в 1969 году, что никогда в жизни не играл так хорошо и никто из его соперников не играл так хорошо, как фон Крамм в тот день (впрочем, отвечая на заданный ему в 1980-х годах вопрос, могло ли поражение в этой игре помешать ему завоевать Большой шлем 1938 года, американский чемпион ответил отрицательно). В публикациях, посвящённых этому матчу, рассказывается о курьёзной ситуации: Джек Бенни сразу после игры весьма сдержанно поздравил Баджа с победой, но через три месяца сделал это снова в намного более восторженных выражениях. Оказалось, что матч Баджа с фон Краммом был первой теннисной игрой, которую Бенни видел в жизни, и поначалу он посчитал, что все теннисные матчи отличаются таким же высоким классом, поняв свою ошибку только после сравнения с играми турнира в Лос-Анджелесе. М. Д. Фишер отмечает статистическую характеристику, показывающую высокий уровень игры в этот день, — соотношение виннеров (ударов, выигрывающих розыгрыш мяча ввиду неспособности соперника нанести ответный удар) к ошибкам (мячам, отбитым в сетку или за пределы корта) по ходу этого матча у каждого из участников было больше, чем 2:1. Точная статистика игры: Бадж — 115 виннеров и 55 ошибок, фон Крамм — 105 виннеров и 64 ошибки. Бадж выполнил за матч 19 подач навылет, его соперник — 17.
Матч Кубка Дэвиса 1937 года между Баджем и фон Краммом фигурирует в нескольких спортивных сборниках, посвящённых выдающимся событиям спортивной истории в целом и истории тенниса в частности. Матчу и его участникам также посвящена отдельная книга, вышедшая в США в 2010 году, — A Terrible Splendor: Three Extraordinary Men, a World Poised for War, and the Greatest Tennis Match Ever Played. Ряд авторов вплоть до начала XXI века называл эту встречу величайшим матчем в истории тенниса или Кубка Дэвиса. В других случаях эту встречу называют просто одной из лучших в истории тенниса. В книге члена Международного зала теннисной славы Стива Флинка 2012 года «Величайшие теннисные матчи всех времён» она занимает четвёртое место — после уимблдонского финала 2008 года между Роджером Федерером и Рафаэлем Надалем, финала этого же турнира 1980 года между Бьорном Боргом и Джоном Макинроем и матча 1926 года в Каннах между Сюзанн Ленглен и Хелен Уиллз. Теннисный обозреватель канала ESPN Петер Бодо в 2018 году назвал матч между Баджем и фон Краммом единственным в истории, который может сравниться с уимблдонским финалом 2008 года.

## Комментарии
1. ↑  Относительную престижность Кубка Дэвиса в эти годы иллюстрирует эпизод Уимблдонского турнира 1931 года. В финале турнира должны были встречаться два американца — Сидни Вуд и Фрэнк Шилдс, но этот финал — в первый и единственный раз в истории Уимблдона — не состоялся. Причиной, как гласила распространённая версия, стало полученное Шилдсом распоряжение от Ассоциации лаун-тенниса Соединённых Штатов (USLTA) сняться с матча, поскольку американское теннисное руководство опасалось, что он может получить травму накануне предстоящего матча Кубка Дэвиса против сборной Великобритании[2].
2. ↑  Достоверность рассказа о звонке Гитлера ставит под сомнение и немецкий спортивный историк Хайнер Гилльмайстер (нем. Heiner Gillmeister), ссылающийся на ряд немецких спортсменов и функционеров того периода. По словам Гилльмайстера, такое событие маловероятно ещё и потому, что Гитлер совершенно не интересовался теннисом[22]
3. ↑  Вопрос о том, действительно ли Тилден тренировал сборную Германии, решается по-разному в разных источниках. Сам Тилден в автобиографии писал, что эта задача ему была поручена ещё в 1935 году. Об этом же упоминал в мемуарах и Тед Тинлинг[22]. Однако официально тренером немецкой сборной числился другой выдающийся теннисист-профессионал, подданный Германии Ганс Нюсляйн[32], а Хайнер Гилльмайстер основную роль в подготовке сборной отводит её капитану Хайнриху Кляйншроту, утверждая, что нет никаких независимых источников, связывающих Тилдена со сборной Германии на 1937 год[22].